# Neritos postflavida
Neritos postflavida là một loài bướm đêm thuộc phân họ Arctiinae, họ Erebidae.